# Carrie (mini-série)
Pour les articles homonymes, voir Carrie.
Carrie est une mini-série télévisée américaine créée par Mike Flanagan, dont la diffusion est prévue pour 2026 sur le service Prime Video.
Il s'agit d'une adaptation du roman du même titre de Stephen King. Elle marque la quatrième adaptation du roman à l'écran, ainsi que sa seconde adaptation à la télévision après le téléfilm de 2002. C'est également la quatrième adaptation d'un roman de King par le réalisateur Mike Flanagan.

## Distribution
Note : Pour le moment, il n'a pas été précisé si les acteurs dans la liste ci-dessous font partis de la distribution principale, récurrente ou invités.
- Summer H. Howell : Carrietta « Carrie » White
- Siena Agudong (en) : Susan « Sue » Snell
- Samantha Sloyan : Margaret White
- Joel Oulette (en) : Tommy Ross
- Alison Thornton : Chris Hargensen
- Arthur Conti (en) : Billy Nolan
- Amber Midthunder : Rita Desjardin
- Matthew Lillard : le principal Grayle
- Josie Totah : Tina
- Thalia Dudek : Emaline
- Kate Siegel
- Michael Trucco
- Katee Sackhoff
- Rahul Kohli
- Tim Bagley
- Heather Graham
- Tahmoh Penikett
- Crystal Balint
- Danielle Klaudt
- Mapuana Makia
- Rowan Danielle
- Naika Toussaint
- Cassandra Naud (en)

## Développement

### Production
En 2002, le studio Metro-Goldwyn-Mayer, qui possède les droits du roman de Stephen King, produit un téléfilm basé sur ce dernier via sa filiale MGM Television pour la chaîne NBC. Ce téléfilm était également un backdoor pilot pour un projet de série télévisée créée par Bryan Fuller, le scénariste du téléfilm. La fin du roman est donc modifiée afin de faire survivre le personnage de Carrie. La série aurait suivie la jeune femme et Sue dans une quête pour aider d'autres personnes ayant des pouvoirs.
Malgré de bonnes audiences et un premier épisode déjà écrit, la chaîne décide de ne pas commander la série télévisée. En 2006, Fuller déclarera que, selon lui, la chaîne n'a jamais eu l'intention de commander la série et se jouait du studio afin d'obtenir la diffusion du téléfilm.
En 2019, MGM Television annonce le développement d'une mini-série télévisée basée sur le roman à destination de la chaîne FX. Le site Collider évoque alors la possibilité que le personnage soit incarné par une actrice transgenre ou de couleur, mais cette information n'est finalement pas confirmée par la studio ou la chaîne. Néanmoins, le projet ne décolle pas.
En octobre 2024, un nouveau projet de série télévisée est lancé par Amazon MGM Studios, développé par Mike Flanagan. Annoncé comme une mini-série à destination du service Prime Video, une writers' room est ouverte afin de travailler sur le projet. La série marque la quatrième adaptation d'un roman de King par Flanagan après les films Jessie (2017), Doctor Sleep (2019) et Life of Chuck (2024). La série est officiellement commandée par le service en avril 2025.

### Distribution des rôles
En avril 2025, il est dévoilé que Summer H. Howell est en négociation pour le rôle de Carrie White. Parallèlement, Siena Agudong signe pour celui de Sue Snell. Le mois suivant, Howell signe officiellement pour le rôle principal et Matthew Lillard entre en discutions pour un rôle.
En mai 2025, Lillard est confirmé dans le rôle du principal du lycée de Carrie et le reste de la distribution est dévoilée par le service, dont Samantha Sloyan, Joel Oulette, Alison Thornton, Arthur Conti, Amber Midthunder, Josie Totah, Kate Siegel, Michael Trucco, Katee Sackhoff, Rahul Kohli, Tim Bagley, Heather Graham et Tahmoh Penikett.

### Tournage
Le tournage de la série débute le 16 juin 2025 à Vancouver au Canada et devrait se terminer le 17 octobre 2025.